# Sociedad Deportiva Sofán
La Sociedad Deportiva Sofán es un equipo de fútbol español de la parroquia de Sofán, en el municipio gallego de Carballo, provincia de La Coruña. Fundado en 1979, milita en la temporada 2022-23 en el Grupo Norte de Preferente Autonómica Gallega.

## Historia
En 2018 el Sofán presentó un equipo integrado por personas con discapacidad intelectual. El equipo, integrado por 19 personas de entre 20 y 50 usuarias de Aspaber, se presentó en el campo de fútbol de O Carral con un partido amistoso frente al equipo del Deportivo de La Coruña. El proyecto nació como vía de integración de personas discapacitadas a través del deporte y para llegar a jugar en LaLiga Genuine Santander.
En 2019 la Sociedad Deportiva Sofán y el Bergantiños Fútbol Club firmaron un convenio por el cual el Sofán pasaba a convertirse en el filial del Bergantiños, de manera que ambos equipos pudieran intercambiar jugadores, especialmente del primer equipo. El convenio además afectaba a las categorías inferiores, realizando un trabajo colaborativo con el objetivo de realizar un seguimiento más efectivo de los jugadores. Si bien inicialmente el convenio tenía una duración de un año, en 2020 ambas entidades decidieron renovarlo tras valorarlo de manera positiva.
El 27 de junio de 2021 consiguió un histórico ascenso a la Tercera División RFEF, después de superar en el último partido de la segunda fase por 2-0 al CD Boiro, que también aspiraba al ascenso.

## Estadio
Disputa sus partidos como local en el Campo de O Carral. El terreno de juego es de césped artificial y tiene unas dimensiones de 98 x 55 m.

## Datos del club
- Temporadas en 1.ª: 0
- Temporadas en 2.ª: 0
- Temporadas en 2.ªB: 0
- Temporadas en 3.ª: 1
- Mejor puesto en liga: 2.º (Preferente, temporada 2020/21)

| Temporada | Nivel | Categoría      | Puesto |
| --------- | ----- | -------------- | ------ |
| 1998/99   | 8     | 3.ª Regional   | 1.º    |
| 1999/00   | 7     | 2.ª Regional   | 6.º    |
| 2000/01   | 7     | 2.ª Regional   | 10.º   |
| 2001/02   | 7     | 2.ª Regional   | 15.º   |
| 2002/03   | 8     | 3.ª Regional   | 3.º    |
| 2003/04   | 7     | 2.ª Regional   | 8.º    |
| 2004/05   | 7     | 2.ª Regional   | ??     |
| 2005/06   | 8     | 3.ª Regional   | 1.º    |
| 2006/07   | 7     | 2.ª Autonómica | 9.º    |
| 2007/08   | 7     | 2.ª Autonómica | 11.º   |
| 2008/09   | 7     | 2.ª Autonómica | 9.º    |
| 2009/10   | 7     | 2.ª Autonómica | ??     |

| Temporada | Nivel | Categoría      | Puesto |
| --------- | ----- | -------------- | ------ |
| 2010/11   | 7     | 2.ª Autonómica | 3.º    |
| 2011/12   | 7     | 2.ª Autonómica | 8.º    |
| 2012/13   | 7     | 2.ª Autonómica | 5.º    |
| 2013/14   | 7     | 2.ª Autonómica | 2.º    |
| 2014/15   | 6     | 1.ª Autonómica | 6.º    |
| 2015/16   | 6     | 1.ª Autonómica | 2.º    |
| 2016/17   | 5     | Preferente     | 12.º   |
| 2017/18   | 5     | Preferente     | 11.º   |
| 2018/19   | 5     | Preferente     | 8.º    |
| 2019/20   | 5     | Preferente     | 8.º    |
| 2020/21   | 5     | Preferente     | 2.º    |
| 2021/22   | 5     | 3.ª RFEF       |        |